# Discografía de Miss Farah
Lo siguiente es la discografía de la serie de televisión de MBC4 y Dubai One Miss Farah del estudio S Productions, RCTV International, Electus, Warner Bros. Television y CBS Television Studios.
Se estrenó el 12 de marzo de 2020 por SeVeN Pictures y Universal Arabic Music y Republic Records. «Ya Lil» se lanzó el 12 de marzo de 2020 a través de varios sitios de música, incluidos YouTube Music. Fue escrita por Ramage, MAZ, Massari, Benny Blanco, Martin Adium Sinotte, Carl Austin Rosen, Wassim Salibi, Mohamed Yehia, Madian, Abo-Z y Latino, bajo producción de Ramage, Benny Blanco, Martin Adium Sinotte, Massari, Louis Bell, Frank Dukes y MAZ.
"Ahwak" se inspiró en la insatisfacción y la soledad de Abu por la vida centrada en el trabajo en Los Ángeles mientras terminaba de grabar Al Anesa Farah - Música de la serie de televisión original. Los críticos musicales elogiaron su sonido acústico y la voz de Abu. Fue lanzado el 25 de agosto de 2019 por Universal Arabic Music y Republic Records.
Un fragmento de la canción se puede escuchar en los trailers de fondo del episodio 1, episodio 6, episodio 16 de la primera temporada de la serie MBC4 y Dubai One: "Al Anisa Farah", en la escena de la canción.
"Ya Lil" y "Ahwak" alcanzó el top cinco en la lista Billboard Hot 100. Ganó el Mejor Canción Escrita para Medios Visuales en 2021.
Fue lanzada por Universal Music el 16 de julio de 2020 y el 24 de julio de 2020, Universal Music Group, Nickelodeon Records, Universal Arabic Music y Republic Records, junto con un vídeo musical que lo acompaña. El vídeo musical de "Ya Lil" (de Al Anisa Farah) de Ramage de la canción fue dirigido por Wael Farag y Ahmed El Gendy, se lanzó el 19 de julio de 2020. El vídeo musical de "Ahwak" (de Al Anisa Farah) de Abu de la canción fue dirigido por Wael Farag y Ahmed El Gendy se lanzó el 25 de julio de 2020.

## Álbumes

### Bandas Sonoras
| Al Anesa Farah (Music from the Original TV Series)                       | - Lanzamiento: 5 de octubre de 2020 - Formato: CD, Descarga digital - Discográfica: El Jefe Records LLC, Nickelodeon Records, Universal Arabic Music, Republic Records | 5 |
| Ya Liel                                                                  | - Lanzamiento: 1 de febrero de 2021 - Formato: CD, Descarga digital - Discográfica: SeVeN Pictures, Nickelodeon Records, Universal Arabic Music, Republic Records      | 5 |
| "—" denota que el álbum no se lanzó o no se posicionó en ese territorio. | |   |

## Sencillos

### Como artista principal
| "Ahwak"                                                                         | 2019 | Al Anesa Farah (Music from the Original TV Series) |
| "Ya Lil"                                                                        | 2020 | Al Anesa Farah (Music from the Original TV Series) |
| "Al Farah (Ya Bakhta Biya)"                                                     | 2020 | Al Anesa Farah (Music from the Original TV Series) |
| "—" denotes releases that did not chart or were not released in that territory. |      |                                                    |

### Sencillos promocionales
| "Ahwak"                                                                         | 2019 | Al Anesa Farah (Music from the Original TV Series) |
| "Ya Lil"                                                                        | 2019 | Al Anesa Farah (Music from the Original TV Series) |
| "—" denotes releases that did not chart or were not released in that territory. |      |                                                    |

## Vídeos musicales
| Año  | Vídeo                       | Álbum                                              | Director                    |
| ---- | --------------------------- | -------------------------------------------------- | --------------------------- |
| 2020 | «Ya Lil»                    | Al Anesa Farah (Music from the Original TV Series) | Wael Farag y Ahmed El Gendy |
| 2020 | «Ahwak»                     | Al Anesa Farah (Music from the Original TV Series) | Wael Farag y Ahmed El Gendy |
| 2020 | «Al Farah (Ya Bakhta Biya)» | Al Anesa Farah (Music from the Original TV Series) | Wael Farag y Ahmed El Gendy |

## Canciones
A continuación se muestran las canciones presentadas en Miss Farah.
| N.º de episodio   | Episodio Título en Latinoamérica / Título en España | Canción                     | Cantada por                 | Interpretada por                      | Sencillo          | Videoclip         | Álbum                                              |
| Primera temporada | Primera temporada                                   | Primera temporada           | Primera temporada           | Primera temporada                     | Primera temporada | Primera temporada | Primera temporada                                  |
| ----------------- | --------------------------------------------------- | --------------------------- | --------------------------- | ------------------------------------- | ----------------- | ----------------- | -------------------------------------------------- |
| 1                 | «Capítulo uno»                                      | “Ya Lil”                    | Dalal (Dida)                | Rania Youssef (voz de Ramage)         | No                | No                | Al Anesa Farah (Music from the Original TV Series) |
| 6                 | «Capítulo seis»                                     | “Ya Lil”                    | Farah, Dalal (Dida) y Magda | Rania Youssef (voz de Ramage)         | Sí                | Sí                | Al Anesa Farah (Music from the Original TV Series) |
| 16                | «Capítulo dieciséis»                                | "3 Daqat" "Ahwak"           | Abu                         | Farah, Shady y Abu                    | No · Sí           | No · Sí           | Al Anesa Farah (Music from the Original TV Series) |
| Segunda temporada |                                                     |                             |                             |                                       |                   |                   |                                                    |
| 24                | «Capítulo veinticuatro»                             | "Blow"                      | Kesha                       | Kesha                                 | No                | No                | Cannibal                                           |
| 44                | «Capítulo cuarenta y cuatro»                        | "Al Farah (Ya Bakhta Biya)" | Farah y Tareq               | Asmaa Abulyazeid y Mohammed Al Kilany | Sí                | Sí                | Al Anesa Farah (Music from the Original TV Series) |
| 44                | «Capítulo cuarenta y cuatro»                        | "Rest Of My Life"           | Farah y Tareq               | Bruno Mars                            | Sí                | Sí                | N/A                                                |

## Lista de canciones

### Al Anesa Farah (Music from the Original TV Series)
Al Anesa Farah (Music from the Original TV Series) es la banda sonora de la serie de televisión de Nickelodeon, MBC4 y Dubai One, Miss Farah del estudio S Productions, RCTV International, Electus, Warner Bros. Television y CBS Television Studios. La mayoría del álbum fue interpretado por la protagonista de la serie Asmaa Abulyazeid, con el elenco de la serie. También interpretado por Asmaa Abulyazeid, Mohammed Al Kilany, Ramage y Abu.
El álbum fue lanzado el 5 de octubre de 2020 por la compañía discográfica Nickelodeon Records en asociación con Universal Music Group. Todas las canciones del álbum aparecen en capítulos ya emitidos de las dos temporadas de la serie. La banda sonora debutó en el Billboard 200 en el puesto n.º 5 con más de 40.000 copias vendidas. También alcanzó el n.º 1 en el Billboard Top Soundtracks.
El primer sencillo de la banda sonora era la canción de la serie temática que da nombre al mismo álbum, “Ahwak”, que fue lanzado el 13 de augusto de 2019. La siguiente canción fue puesto en Apple Music para descargar, la canción fue la única banda sonora de más éxito lanzado, con un pico en el Billboard Hot 100 en el n.º 50.
Después del éxito como sencillo promocional, se lanza como sencillo del disco “Ya Lil” el 29 de diciembre de 2019.
«Ya Lil» y «Ahwak» se inspiró en el entorno industrial de Los Ángeles, «Ya Lil» y «Ahwak» recibió nominaciones en varias premiaciones, entre ellas los Grammy Awards. Alcanzó el puesto número diez en el Billboard Global 200, Además la canción fue utilizada en la banda sonora oficial de la serie de televisión estadounidense Al Anisa Farah es la versión árabe basada a su vez en la serie original Jane the Virgin, que se emitió cinco temporadas desde 2014, y que era a su vez una recreación de la telenovela venezolana de 2002 Juana, la virgen. Ganadora de un Globo de Oro a mejor Actriz de Comedia (Asmaa Abulyazeid), de un Peabody Award y de un People's Choice Award como Nuevo show favorito de comedia.
| Al Anesa Farah (Music from the Original TV Series) |                                          | |                                       |          |  |
| N.º                                                | Título                                   | Escritor(es) | Artista(s)                            | Duración |  |
| 1.                                                 | «Ya Lil»                                 | MAZ, Latino, Abo-Z, Mohamed Yehia, Madian, Wassim Salibi, Carl Austin Rosen, Ramage, Martin Adium Sinotte, Sari Abboud, Benjamin Levin, Louis Bell y Adam Feeney                            | Ramage                                | 3:37     |  |
| 2.                                                 | «Ahwak»                                  | Abu, Wassim Salibi, Mokhtar El Sayeh, Benjamin Levin y Massari | Abu                                   | 4:28     |  |
| 3.                                                 | «Al Farah (Ya Bakhta Biya)»              | MAZ, Latino, Abo-Z, Mohamed Yehia, Adel Hakki, Ehab Abd Elwahed, Menna Adli El Kiey, Wassim Salibi, Martin Adium Sinotte, Massari y Benjamin Levin                                          | Asmaa Abulyazeid & Mohammed Al Kilany | 4:00     |  |
| 4.                                                 | «3 Daqat»                                | Abu, Yousra, Tamer Habib, Ramy Samir y Disco Misr | Abu & Yousra                          | 4:36     |  |
| 5.                                                 | «Ya Lil» ((Remix) featuring Nicki Minaj) | MAZ, Latino, Abo-Z, Mohamed Yehia, Madian, Wassim Salibi, Carl Austin Rosen, Ramage, Martin Adium Sinotte, Onika Maraj, Leland Wayne, Sari Abboud, Benjamin Levin, Louis Bell y Adam Feeney | Ramage                                | 4:00     |  |
| 6.                                                 | «Ya Leily Ah»                            | Hanan, Adel Omar, Ibrahim Fahmy y Hamid El Shaeri | Hanan                                 | 4:17     |  |
| 24:58                                              |                                          | |                                       |          |  |

### Ahwak
| Descarga digital |         |        |        |                  |          |  |
| N.º              | Título  | Letras | Música | Arreglo          | Duración |  |
| 1.               | «Ahwak» | Abu    | Abu    | Mokhtar El Sayeh | 4:28     |  |
| 4:28             |         |        |        |                  |          |  |

| Sencillo en CD (Edición especial) |                        |        |        |                  |          |  |
| N.º                               | Título                 | Letras | Música | Arreglo          | Duración |  |
| 1.                                | «Ahwak»                | Abu    | Abu    | Mokhtar El Sayeh | 4:28     |  |
| 2.                                | «Ahwak (instrumental)» |        | Abu    | Mokhtar El Sayeh | 4:28     |  |
| 7:00                              |                        |        |        |                  |          |  |

### Ya Lil
| Descarga digital |          |                                       |                                 |         |          |  |
| N.º              | Título   | Letras                                | Música                          | Arreglo | Duración |  |
| 1.               | «Ya Lil» | Ramage Abo-Z Latino Mohamed Yehia MAZ | Ramage Mohamed Yehia MAZ Madian | MAZ     | 3:37     |  |
| 3:37             |          |                                       |                                 |         |          |  |

| Sencillo en CD (Edición especial) |                         |                                       |                                 |         |          |  |
| N.º                               | Título                  | Letras                                | Música                          | Arreglo | Duración |  |
| 1.                                | «Ya Lil»                | Ramage Abo-Z Latino Mohamed Yehia MAZ | Ramage Mohamed Yehia MAZ Madian | MAZ     | 3:37     |  |
| 2.                                | «Ya Lil (instrumental)» |                                       | Ramage Mohamed Yehia MAZ Madian | MAZ     | 3:37     |  |
| 6:10                              |                         |                                       |                                 |         |          |  |

## Listado de pistas
Descarga y transmisión digitales
- 1. "Ahwak" – 4:28
- 2. "Ya Liel" – 3:37

CD sencillo
- 1. "Ahwak" – 4:28
- 2. "Ya Liel" – 3:37
- 3. "Ahwak" (Instrumental) – 4:28
- 4. "Ya Liel" (Instrumental) – 3:37

## Banda sonora
Los títulos de los episodios de la serie se publicaron el 29 de diciembre de 2019. Para coincidir con el lanzamiento de la serie, el 5 de octubre de 2020 se publicó digitalmente en Spotify bajo el título Al Anesa Farah (Music from the Original TV Series) una selección de canciones utilizadas en la banda sonora. La música de Chase también se publicó el mismo día. Un solo por la artista Abu, «Ahwak», fue publicado por Nickelodeon Records y Universal Arabic Music y Republic Records en simultáneo con el lanzamiento. Otras canciones populares que aparecen en la serie incluyen «Ahwak» por Abu. La banda sonora fue lanzada por el estudio Dream Studio el 25 de augusto de 2019, «Ya Lil» por Ramage. La banda sonora fue lanzada por el estudio SeVeN Pictures el 12 de marzo de 2020 y «Al Farah (Ya Bakhta Biya)» por Asmaa Abulyazeid y Mohammed Al Kilany. La banda sonora fue lanzada por el estudio Music Yard el 14 de diciembre de 2020. El resultado fue recibido con buenas críticas en su gran mayoría.
La partitura estuvo compuesta por Adel Hakki. En los episodios de la serie se interpretan tres canciones originales de Abu, Asmaa Abulyazeid, Mohammed Al Kilany y Ramage. La banda sonora también incluye las canciones «Ahwak», «Al Farah (Ya Bakhta Biya)», y «Ya Lil». Al principio del proceso de desarrollo, Asmaa Abulyazeid, Ahmed Magdy, Arfah Abdelrasool, Tamer Farag y Rania Youssef compusieron una música original, que posteriormente se eliminó.
Cuenta también con la colaboraciones de Ramage (Ya Lil (Al Anisa Farah)), Kesha (Blow), Katy Perry (Hot N Cold), Leona Lewis (I Will Be), Black Kids (I'm Not Gonna Teach Your Boyfriend How to Dance With You), The Ting Tings (That's Not My Name) y Taio Cruz (Dynamite).
Todas las canciones fueron escritas y compuestas por Adel Hakki, excepto donde se indica lo contrario.
- Edición estándar

| Al Anesa Farah (Music from the Original TV Series) |                             |                                       |          |  |
| N.º                                                | Título                      | Artista                               | Duración |  |
| 1.                                                 | «Al Farah (Sad)»            |                                       | 1:01     |  |
| 2.                                                 | «Carnival Percussion»       |                                       | 0:26     |  |
| 3.                                                 | «Clap Beats»                |                                       | 0:37     |  |
| 4.                                                 | «Claps and Stomps»          |                                       | 0:35     |  |
| 5.                                                 | «Fast Flamenco»             |                                       | 1:02     |  |
| 6.                                                 | «Fast Flamenco 2»           |                                       | 0:59     |  |
| 7.                                                 | «Guitar Samba»              |                                       | 0:49     |  |
| 8.                                                 | «Mischevious Guitar»        |                                       | 1:04     |  |
| 9.                                                 | «Piano Samba»               |                                       | 0:38     |  |
| 10.                                                | «Shady and Nadine»          |                                       | 0:52     |  |
| 11.                                                | «Rubber Bass»               |                                       | 1:37     |  |
| 12.                                                | «Sentimental Guitar»        |                                       | 1:09     |  |
| 13.                                                | «Sneaky Guitar»             |                                       | 0:54     |  |
| 14.                                                | «Swing Conga Dance»         |                                       | 0:44     |  |
| 15.                                                | «Anesa Farah Avant Titre»   |                                       | 1:30     |  |
| 16.                                                | «Glorious Intro»            |                                       | 0:29     |  |
| 17.                                                | «Love Me Now»               |                                       | 0:39     |  |
| 18.                                                | «Hero»                      |                                       | 0:52     |  |
| 19.                                                | «Mona Amour»                |                                       | 0:47     |  |
| 20.                                                | «Latino»                    |                                       | 0:41     |  |
| 21.                                                | «Telenovela Bolero»         |                                       | 1:15     |  |
| 22.                                                | «Suspense & Action»         |                                       | 1:08     |  |
| 23.                                                | «Love for Farah»            |                                       | 1:18     |  |
| 24.                                                | «Ya Lil»                    | Ramage                                | 3:37     |  |
| 25.                                                | «Guitar, Pt. 1»             |                                       | 0:50     |  |
| 26.                                                | «Guitar, Pt. 2»             |                                       | 0:43     |  |
| 27.                                                | «Suspense»                  |                                       | 1:13     |  |
| 28.                                                | «Cappo»                     |                                       | 1:39     |  |
| 29.                                                | «New Suspense»              |                                       | 1:06     |  |
| 30.                                                | «Love for Farah, Pt. 2»     |                                       | 1:18     |  |
| 31.                                                | «Ahwak»                     | Abu                                   | 4:28     |  |
| 32.                                                | «Al Farah (Ya Bakhta Biya)» | Asmaa Abulyazeid y Mohammed Al Kilany | 4:00     |  |
| 33.                                                | «Ya Lil (Sad)»              |                                       | 1:06     |  |
| 24:58                                              |                             |                                       |          |  |

- Edición Deluxe

| Deluxe edition |                         |                           |          |  |
| N.º            | Título                  | Artist                    | Duración |  |
| 33.            | «Let It Go»             | James Bay                 | 4:21     |  |
| 34.            | «Counting Stars»        | OneRepublic               | 4:17     |  |
| 35.            | «Alors on danse»        | Stromae                   | 3:26     |  |
| 36.            | «Talk Dirty» (2 Chainz) | Jason Derulo              | 2:57     |  |
| 37.            | «Daydream Believer»     | The Monkees               | 3:00     |  |
| 38.            | «We Found Love»         | Rihanna con Calvin Harris | 3:35     |  |
| 55:20          |                         |                           |          |  |

- Edición Fan Pack

| Fan Pack edition |                                                               |                                                               |          |  |
| N.º              | Título                                                        | Artist                                                        | Duración |  |
| 1.               | «Georgia»                                                     | Jackie Greene                                                 | 4:13     |  |
| 2.               | «Luckenbach Slide»                                            | Sutter James and The Coal Men                                 |          |  |
| 3.               | «Moody Jane»                                                  | Jared Forman                                                  | 2:12     |  |
| 4.               | «Touch»                                                       | Mattia Cupelli                                                | 3:30     |  |
| 5.               | «You Bring Me Joy»                                            | The Guest and the Host                                        | 2:30     |  |
| 6.               | «No Games»                                                    | Stella Mwangi                                                 | 3:26     |  |
| 7.               | «Set It Off»                                                  | Stella Mwangi                                                 | 3:20     |  |
| 8.               | «Una flor»                                                    | Juanes                                                        | 3:47     |  |
| 9.               | «Bridal Chorus»                                               | Richard Wagner, Robert Shaw, Renato Cellini                   | 0:39     |  |
| 10.              | «Nuvole bianche»                                              | Ludovico Einaudi                                              | 5:58     |  |
| 11.              | «Hold On» ((Acoustic))                                        | Chord Overstreet                                              | 3:21     |  |
| 12.              | «Oportunidad»                                                 | Yelson Raul                                                   |          |  |
| 13.              | «Coat Of Arms»                                                | Two Headed Hound                                              |          |  |
| 14.              | «Maged's Alarm»                                               | Tamer Farag (Maged El Alfy)                                   |          |  |
| 15.              | «Redtide»                                                     | Two Headed Hound                                              |          |  |
| 16.              | «Tú Y Yo»                                                     | Ximena Sarinana                                               | 4:27     |  |
| 17.              | «Todo En Mi Vida»                                             | Ximena Sarinana                                               | 3:25     |  |
| 18.              | «Time Warp»                                                   | Richard O'Brien, Patricia Quinn, Nell Campbell y Charles Gray | 3:18     |  |
| 19.              | «A Pair of Eyes»                                              | The Georgettes                                                | 2:23     |  |
| 20.              | «Run Run Run»                                                 | Kari Kimmel                                                   | 2:47     |  |
| 21.              | «Coming for You»                                              | Nuela Charles                                                 | 3:48     |  |
| 22.              | «Eres Tú»                                                     | Carla Morrison                                                | 3:49     |  |
| 23.              | «Mueve, Mueve»                                                | La Solución                                                   | 4:21     |  |
| 24.              | «Tomorrow»                                                    | Heather Bond                                                  | 3:22     |  |
| 25.              | «Come On Eileen»                                              | Dexys Midnight Runners                                        | 4:28     |  |
| 26.              | «Bridal Chorus - Here Comes the Bride - Wedding Church Music» | KPM Philharmonic Orchestra                                    | 1:46     |  |
| 27.              | «Dynamite»                                                    | Taio Cruz                                                     | 3:23     |  |
| 28.              | «That's Not My Name»                                          | The Ting Tings                                                | 5:11     |  |
| 29.              | «Hot n Cold»                                                  | Katy Perry                                                    | 3:40     |  |
| 30.              | «Blow»                                                        | Ke$ha                                                         | 3:40     |  |
| 31.              | «I Will Be»                                                   | Leona Lewis                                                   | 3:59     |  |
| 32.              | «I'm Not Gonna Teach Your Boyfriend How to Dance with You»    | Black Kids                                                    | 3:38     |  |
| 33.              | «Beautiful Girls»                                             | Sean Kingston                                                 | 3:43     |  |
| 34.              | «I Don't Wanna Be in Love»                                    | Good Charlotte                                                | 4:04     |  |
| 35.              | «Girlfriend» (con Lil' Mama)                                  | Avril Lavigne                                                 | 3:05     |  |
| 36.              | «Freckles»                                                    | Natasha Bedingfield                                           | 3:45     |  |
| 37.              | «Thunder»                                                     | Boys Like Girls                                               | 3:56     |  |
| 38.              | «Move»                                                        | Menudo                                                        | 3:31     |  |
| 39.              | «I'm Grown»                                                   |                                                               | 3:35     |  |
| 41.              | «Whatever My Love»                                            | Mickey Drummond                                               | 3:29     |  |
| 42.              | «Ah Ya Albi» (Olga Tañon)                                     | Hakim                                                         | 5:33     |  |
| 43.              | «Dynamite»                                                    | BTS                                                           | 3:19     |  |
| 44.              | «Give Up The Ghost» (Johnny McDaid)                           | Rosi Golan                                                    | 3:24     |  |
| 45.              | «Believer»                                                    | Imagine Dragons                                               |          |  |
| 1:00:11          |                                                               |                                                               |          |  |

- Edición Fan Pack Deluxe

| Deluxe Fan Pack edition bonus track |                        |        |          |  |
| N.º                                 | Título                 | Artist | Duración |  |
| 33.                                 | «Ahwak (Music Video)»  | Abu    | 4:06     |  |
| 34.                                 | «Ya Lil (Music Video)» | Ramage | 2:42     |  |
| 32:52                               |                        |        |          |  |

## Semanales
| Global 200 (Billboard) | 2 | Global 200 (Billboard) | 2 |

## Historial de lanzamiento
| Región | Fecha                | Formato(s)                                                                                                | Versión                                       | Discográfica | Ref.                 |
| ------ | -------------------- | --- | --------------------------------------------- | ------------ | -------------------- |
| Varios | 5 de octubre de 2020 | Casete CD Descarga digital LP Radio hot adult contemporary radio Contemporary hit radio Digital streaming | Nickelodeon, Universal Arabic Music, Republic | Original     | [ 48 ] [ 43 ] [ 49 ] |

Ya Lil
| Región | Fecha                   | Formato(s) | Versión                                                                       | Discográfica | Ref.   |
| ------ | ----------------------- | ---------- | ----------------------------------------------------------------------------- | ------------ | ------ |
| Varios | 12 de marzo de 2020     | CD         | SeVeN Pictures, Republic Records, Universal Arabic Music, Nickelodeon Records | Original     | [ 85 ] |
| Varios | 29 de diciembre de 2019 | Radio      | SeVeN Pictures, Republic Records, Universal Arabic Music, Nickelodeon Records | Original     | [ 85 ] |

Ahwak
| Región | Fecha                | Formato(s)       | Versión                                                                     | Discográfica | Ref.          |
| ------ | -------------------- | ---------------- | --------------------------------------------------------------------------- | ------------ | ------------- |
| Varios | 13 de agosto de 2019 | Descarga digital | Dream Studio, Republic Records, Universal Arabic Music, Nickelodeon Records | Original     | [ 75 ] [ 76 ] |
| Varios | 25 de agosto de 2019 | Radio            | Dream Studio, Republic Records, Universal Arabic Music, Nickelodeon Records | Original     | [ 75 ] [ 76 ] |

## Créditos y personal
Créditos adaptados de Tidal y YouTube Music y notas. Canciones individuales. Todos los créditos están adaptados de las notas del álbum.  Al Anesa Farah (Music from the Original TV Series). Grabado en Dream Studio y SeVeN Pictures Sound Studios en Giza, El Cairo, Egipto, y Electric Feel Recording Studios en West Hollywood, California.

### Personal
- Frank Dukes – programación, instrumentación, producción, grabación
- Manny Marroquin – mezcla
- Chris Galland – asistente mezclador
- Jeff Jackson – asistente de mezcla
- Nick Burchall – masterización
- Mike Bozzi – masterización
- Bernie Grundman – masterización
- Chris Athens – ingeniero de masterización
- Louis Bell – producción vocal, grabación
- Massari – producción adicional, compositora de canciones, producción; producción ejecutiva
- Mokhtar El Sayeh – acuerdo; producción, bajo
- Abu – composición de canciones; lírica; voz; coros, coros, producción vocal, arreglos vocales, ingeniería de audio, guitarra, ukelele
- Ahmed El Sennnary – piano
- Benny Blanco – composition, production, programmer, keyboards
- Martin Adium Sinotte - compositora de canciones, producción, mezcla
- Ramage - voz principal, coros, composición, producción vocal, arreglos vocales, ingeniería de audio, técnico de sonido
- Carl Austin Rosen – compositora de canciones
- Mohamed Yehia – compositora de canciones, compositora, letra
- Madian – composición; compositor de canciones
- Abo-Z – composición; compositor de canciones; letra, ingeniería de audio
- Zonfol – piano, guitarra eléctrica, batería, saxofón, guitarra, contrabajo
- Saeid Kamal – cuerdas; concertino, violonchelo, violín, viola, string arrangements, bajo
- Benny Blanco – teclado, ingeniería de audio, grabación, programación, producción
- Dick Beetham – ingeniera de masterización
- Latino – mezcla, assistant mixer, grabación, compositora de canciones, ingeniería de sonido, letra, melodía, masterización, ingeniero de mezcla
- MAZ – composición, compositor de canciones, producción, arreglo, compositora, melodía
- Wassim Salibi – producción adicional, compositora de canciones
- Adel Hakki – composición, producción, arreglo, compositor, melodías
- Mohamed Atef Elhelw – producción, arreglo, masterización, ingeniero de sonido, mezcla
- Asmaa Abulyazeid – composición, letras, producción vocal, arreglos vocales, voces y coros, ingeniería de audio, ingeniero de sonido
- Mohamed Al Kilany – composición, letras, producción vocal, arreglos vocales, voces y coros, ingeniería de audio, ingeniero de sonido
- Menna Adli Al Qaii – composición, letras
- Ehab Abd El Wahed – composición de canciones, compositor
- Sherif Fahmy – guitarra
- Mohamed Amin - arreglo musical
- Tarek Gharib - bandas e instrumentos musicales
- Karim Tarek Gharib - bandas e instrumentos musicales

Técnica
- Shady Fekry – Mezcla, masterización, ingeniera de grabación
- Moheb Safa – ingeniera de grabación
- Solly – trompeta
- Mohamed Labib – saxófono
- Mohamed Safwat – saxófono
- Ramy Samir – batería
- Mafdy Thabet – ingeniera de grabación
- Colin Leonard – ingeniera de masterización
- Martin "Kemyst" Sinotte – mezclando
- Mostafa Aslan – guitarra
- Noor Hashem – saxófono
- Hassan Taher – producción
- Said El Artist – tambor, marimba, instrumentación y percusión
- Diaa Badr Tass – instrumentación y percusión

### Grabación y gestión
- Grabado en la casa de Ramage en SeVeN Pictures (Egipto), Capitol Recording Studios (Los Ángeles, California), Electric Feel Recording Studios (West Hollywood, California), Music Yard (El Cairo, Egipto), Metropolis Studios (Londres, Inglaterra), Sout El-Hob Entertainment (Guiza, Egipto)
- Masterizado, mezclado, grabado y producido en Champagne Therapy Studios (Los Angeles, California), SeVeN Pictures (Egipto), Sout El-Hob Entertainment (Guiza, Egipto), Audio Animals Studio Ltd. (Londra, Inghilterra), Dream Studio (El Cairo, Egipto), Abbey Road Studios (Londres, Inglaterra), Metropolis Studios (Londres, Inglaterra), Electric Feel Recording Studios (West Hollywood, California), Music Yard (El Cairo, Egipto)
- Orquesta grabada en Capitol Recording Studios (Los Ángeles, California), Abbey Road Studios Orchestra (Londres, Inglaterra), BKP Group (Dubái, Emiratos Árabes Unidos), Metropolis Studios (Londres, Inglaterra), Sout El-Hob Entertainment (Guiza, Egipto)
- Mezclado en MixStar Studios (Virginia Beach, Virginia), SeVeN Pictures (Egipto), BKP Group (Dubái, Emiratos Árabes Unidos), Dream Studio (El Cairo, Egipto), Abbey Road Studios (Londres, Inglaterra), Metropolis Studios (Londres, Inglaterra)
- Masterizado en Sterling Sound (Nueva York, Nueva York), (Nashville, Tennessee), SeVeN Pictures (Egipto), Dream Studio (El Cairo, Egipto), Abbey Road Studios (Londres, Inglaterra), Metropolis Studios (Londres, Inglaterra), Audio Animals Studio Ltd. (Londres, Inglaterra), BKP Group (Dubái, Emiratos Árabes Unidos), Electric Feel Recording Studios (West Hollywood, California), Sout El-Hob Entertainment (Guiza, Egipto)
- Publicado por SeVeN Pictures, Universal Music Group Corp. (ASCAP) / GrandAriMusic (ASCAP), Avex Music Publishing (ASCAP) y KMR Music Royalties II SCSP; administrado por Kobalt Songs Music Publishing (ASCAP) y Reservoir Media Music (ASCAP); todos los derechos administrados en todo el mundo por Reservoir Media Management, Inc., Tsayles Publishing ASCAP / Kobalt / IMP, Tsayles (ASCAP) y Shintaro Yasuda Publishing Designee (BMI)
- Nicki Minaj parece cortesía de Young Money Records y Cash Money Records

Notas
- Los lanzamientos físicos de Al Anesa Farah (Music from the Original TV Series) le dan crédito a Ramage y Abu por «letras y melodías».

## Éxito comercial
«Ya Lil» y «Ahwak» debutó en la El sencillo también encabezó las principales listas de Varios, debutó en el primer puesto de nueve listas locales dentro de las 4 horas de su lanzamiento, incluyendo MBC4, Free TV, MTV, MTV Base, ActivaTV, MBC Masr, MBC Masr Drama, MBC Masr 2, MBC Loud FM, MTV Music, MBC2, MBC Bollywood, TeenNick, Mix One, NickMusic, Trace Urban, NickMusic EMEA, MTV Global, MBC Max, MBC+ Variety y Dubai One.

## Antecedentes y lanzamiento y composición

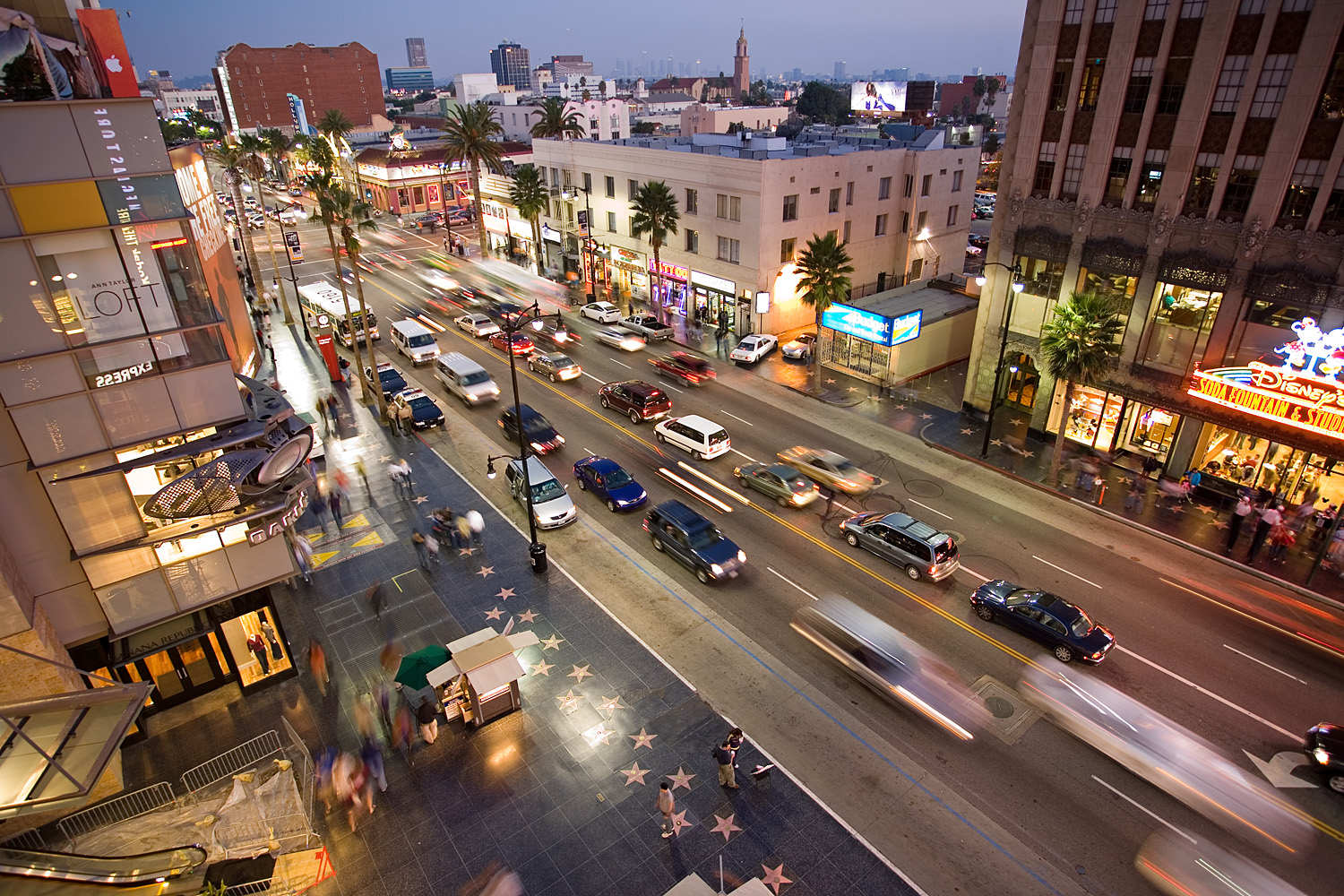
Ramage escribió "Ya Lil" y Abu escribió "Ahwak" y Asmaa Abulyazeid y Mohammed Al Kilany escribió "Al Farah (Ya Bakhta Biya)" en Los Ángeles, reflexionando sobre su vida en la ciudad.

La canción está compuesta en la tonalidad de mi mayor.

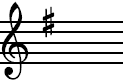
La canción está compuesta en la tonalidad de sol mayor.

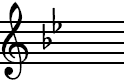
La canción está compuesta en la tonalidad de sol menor.

"Ahwak" fue escrita por Abu y Mokhtar El Sayeh, mientras que la producción estuvo a cargo de Abu y Mokhtar El Sayeh. Abu se sintió motivada a escribir la canción cuando estaba en Los Ángeles terminando su álbum debut, Al Anesa Farah – Música de la serie de televisión original (2020). Insatisfecha con la ciudad y su entorno industrial, se encontró sola y decepcionada, priorizando el trabajo, sin vida social.
La canción fue lanzada el 25 de agosto de 2019. Sirve como sencillo de la banda sonora de la serie original de MBC4 y Nickelodeon Miss Farah, que también está protagonizada por Abulyazeid como la reconocida poeta Farah. Abu anunció la canción a través de sus cuentas de redes sociales el 25 de agosto de 2019.
«Ya Lil» fue compuesta por MAZ, Madian, Latino, Abo-Z, Carl Austin Rosen, Martin Adium Sinotte, Ramage, Frank Dukes, Mohamed Yehia, Louis Bell y Massari, mientras que la producción fue manejada por Dukes. Ramage fue motivada para escribir la canción cuando estaba en Los Ángeles, terminando su álbum debut como solista, Al Anesa Farah – Music from the Original TV Series (2020). Insatisfecha con la ciudad y su entorno industrial, se encontró sola y desilusionada, priorizando el trabajo, sin una vida social.
La canción fue lanzada el 12 de marzo de 2020. Sirve como un sencillo de la banda sonora de la próxima serie de MBC4 Miss Farah, que también está protagonizada por Rania Youssef como la reconocida poeta Dalal. Rania Youssef anunció la canción a través de sus cuentas de redes sociales el 12 de marzo de 2020. La canción fue lanzada una semana después de su grabación con «Ya Lil» fue la última canción creada para el álbum, fue grabada en Electric Feel Recording Studios en West Hollywood por Louis Bell y mezclada en MixStar Studios en Virginia Beach por Serban Ghenea y John Hanes, fue grabada en SeVeN Pictures Sound Studios en Guiza, Egipto por MAZ y mezclada en SeVeN Pictures Studios en El Cairo, Egipto por Abo-Z, Latino y MAZ. 
"Ahwak" es un arreglo tranquilo acompañado de La canción está escrita en clave de sol mayor con un tempo de 110 latidos por minuto.
«Ya Lil» es una balada de R&B y R&B alternativo con un arreglo tranquilo acompañado de violonchelo y viola. Tiene una duración de tres minutos y veintiún segundos, La canción está escrita en clave de sol menor con un ritmo de 110 latidos por minuto. La canción es una canción pop-snap-R&b-trap.

## Video musical
El video musical que acompaña a la canción se estrenó el 16 de julio de 2020 y el 24 de julio de 2020, en la cuenta Vevo de S Productions, Free TV, MTV, MBC4 y Nickelodeon en YouTube. El video musical fue dirigido por Wael Farag y Ahmed El Gendy y producido por Sally Wally. Incluye tema BDSM como se ve en la serie.

## Versiones de otros artistas y uso en los medios
- Kidz Bop Kids Preforma un Kidz Bop 2021
- La empresa también la utilizó como banda sonora de uno de sus comerciales. La canción es apareció en usada como fondo una de las escenas del capítulo 1 y capítulo 6 de la primera temporada de la comedia estadounidense Al Anisa Farah.[96][118][119][63][120][121][66][122][123] También es usada como fondo en una de las escenas del capítulo 66 de la Tercera temporada de la y forma parte de la banda sonora del capítulo 67 de la Cuarta temporada de la comedia Al Anisa Farah. Asimismo, también aparece en el capítulo 110 de la temporada 5 de la serie "Al Anisa Farah".
- La canción es apareció en usada como fondo una de las escenas del capítulo 1 de la primera temporada de la comedia estadounidense Qawa'ed Al Talaq Al 45.
- La canción fue utilizada en el primer tráiler de la serie  de televisión comedia estadounidense Al Anisa Farah (2019-2020) y forma parte de la banda sonora original de la serie de televisión.[124][125][126][127][128][129][130][40][131][132][133][134][135][41][136][137][138][138][139][140][141][142][143][144]
- La canción también ha aparecido en la serie de televisión utilizada como fondo para una de las escenas del capítulo 1, el capítulo 2 y el capítulo 16 de la primera temporada de la serie de televisión de comedia estadounidense Al Anisa Farah. Aparece en las escenas del capítulo 66 de la tercera temporada de la comedia Al Anisa Farah y forma parte de la banda sonora del capítulo 109 de la quinta temporada de la comedia. Asimismo, también aparece en el episodio 110 de la temporada 5 de la serie "Al Anisa Farah".[77][78][79][80]
- También se utilizó en el tráiler inicial de Al Anisa Farah durante la dirección Wael Farag y Ahmed El Gendy.[36][37][38][39][40][145][45]

### Presentaciones y Interpretaciones en vivo
La canción tuvo su estreno mundial en el episodio del 8 de enero de 2020, Asmaa Abulyazeid y Rania Youssef interpretó «Ya Lil» en el programa Trending en MBC1 y MBC Iraq. Ramage interpretó "Ya Lil" por primera vez el 29 de junio de 2020 en los BET Awards 2020.

## Temas musicales
- Ahwak de Abu - (Tema musical de Farah y Shady)
- Al Farah (Ya Bakhta Biya) de Asmaa Abulyazeid y Mohammed Al Kilany - (Tema musical de Farah y Tareq)
- Ya Lil de Ramage - (Tema musical de Farah, Dalal (Dida), Magda y Maged)

## Premios y nominaciones
La canción recibió tres nominaciones en la 63.ª Entrega Anual del Grammy, incluyendo Mejor Canción R & B, Álbum del año, Mejor interpretación de pop de dúo/grupo, Mejor vídeo musical, Premio Grammy al mejor álbum de banda sonora para película, televisión u otro medio visual, Mejor recopilación para banda sonora para película, televisión u otro medio visual, mejor interpretación de R&B y mejor canción escrita para medios visuales.
| Año  | Premiación               | Categoría                                                                                  | Resultado | Ref.                    |
| ---- | ------------------------ | ------------------------------------------------------------------------------------------ | --------- | ----------------------- |
| 2020 | MTV Video Music Awards   | Mejor Dirección                                                                            | Nominado  | [ 149 ]                 |
| 2020 | MTV Video Music Awards   | Mejor Dirección Artística                                                                  | Nominado  | [ 149 ]                 |
| 2020 | MTV Video Music Awards   | Mejor dirección de arte                                                                    | Nominado  | [ 149 ]                 |
| 2020 | MTV Video Music Awards   | Mejor cinematografía                                                                       | Nominado  | [ 149 ]                 |
| 2020 | MTV Video Music Awards   | Mejor edición                                                                              | Nominado  | [ 149 ]                 |
| 2020 | MTV Video Music Awards   | Mejores Efectos Especiales                                                                 | Nominado  | [ 149 ]                 |
| 2020 | MTV Video Music Awards   | Video del año                                                                              | Nominado  | [ 149 ]                 |
| 2020 | MTV Video Music Awards   | Canción del año                                                                            | Nominado  | [ 149 ]                 |
| 2020 | MTV Video Music Awards   | Mejor video pop                                                                            | Nominado  | [ 149 ]                 |
| 2020 | MTV Video Music Awards   | Mejor video R&B                                                                            | Nominado  | [ 149 ]                 |
| 2020 | MTV Video Music Awards   | Mejor video con mensaje social                                                             | Nominado  | [ 149 ]                 |
| 2020 | American Music Awards    | Colaboración del Año                                                                       | Nominado  | [ 150 ] [ 151 ] [ 152 ] |
| 2020 | American Music Awards    | Video musical favorito                                                                     | Nominado  | [ 150 ] [ 153 ] [ 152 ] |
| 2020 | American Music Awards    | Canción favorita - Pop/rock                                                                | Nominado  | [ 150 ] [ 154 ] [ 152 ] |
| 2020 | American Music Awards    | Canción favorita - Soul/R&B                                                                | Nominado  | [ 155 ] [ 156 ] [ 157 ] |
| 2020 | American Music Awards    | Banda sonora favorita                                                                      | Nominado  | [ 150 ] [ 158 ] [ 152 ] |
| 2020 | MTV Europe Music Awards  | Mejor Canción                                                                              | Nominado  | [ 159 ] [ 160 ] [ 161 ] |
| 2020 | MTV Europe Music Awards  | Mejor video                                                                                | Nominado  | [ 159 ] [ 160 ] [ 161 ] |
| 2020 | MTV Europe Music Awards  | Mejor video con un mensaje                                                                 | Nominado  | [ 162 ] [ 163 ] [ 164 ] |
| 2021 | MTV Movie & TV Awards    | Mejor Canción de Película                                                                  | Nominado  |                         |
| 2021 | Golden Globe Awards      | Mejor canción original                                                                     | Nominado  | [ 165 ]                 |
| 2021 | Grammy Awards            | Mejor Canción Escrita para Medios Visuales                                                 | Nominado  | [ 166 ]                 |
| 2021 | Grammy Awards            | Álbum del año                                                                              | Nominado  | [ 166 ]                 |
| 2021 | Grammy Awards            | Mejor canción R&B                                                                          | Nominado  | [ 166 ]                 |
| 2021 | Grammy Awards            | Mejor interpretación de R&B                                                                | Nominado  | [ 166 ]                 |
| 2021 | Grammy Awards            | Premio Grammy al mejor álbum de banda sonora para película, televisión u otro medio visual | Nominado  | [ 166 ]                 |
| 2021 | Grammy Awards            | Mejor recopilación para banda sonora para película, televisión u otro medio visual         | Nominado  | [ 166 ]                 |
| 2021 | Grammy Awards            | Mejor interpretación de pop de dúo/grupo                                                   | Nominado  | [ 166 ]                 |
| 2021 | Grammy Awards            | Mejor vídeo musical                                                                        | Nominado  | [ 166 ]                 |
| 2021 | Kids' Choice Awards      | Canción Favorita                                                                           | Nominado  | [ 167 ]                 |
| 2021 | Billboard Music Awards   | Canción con más Streaming                                                                  | Nominado  | [ 168 ]                 |
| 2021 | Billboard Music Awards   | Mejor canción R&B                                                                          | Nominado  | [ 169 ]                 |
| 2021 | iHeartRadio Music Awards | Canción del Año                                                                            | Nominado  | [ 170 ]                 |
| 2021 | iHeartRadio Music Awards | Mejor vídeo musical                                                                        | Nominado  |                         |
| 2022 | Kids' Choice Awards      | Álbum favorito                                                                             | Nominado  | [ 171 ]                 |